# 1281 Jeanne
1281 Jeanne eller 1933 QJ är en asteroid i huvudbältet som upptäcktes den 25 augusti 1933 av den belgiske astronomen Sylvain Arend i Uccle. Den har fått sitt namn efter dottern till upptäckaren.
Asteroiden har en diameter på ungefär 25 kilometer.